# Can Terol (Garriguella)
Can Terol és un edifici del municipi de Garriguella (Alt Empordà) inclosa en l'Inventari del Patrimoni Arquitectònic de Catalunya. Està situat al bell mig del nucli urbà de la població de Garriguella, a la plaça de l'Església, al costat de l'església parroquial de Santa Eulàlia.

## Descripció
És un edifici de planta rectangular, format per tres crugies adossades distribuïdes en planta baixa, pis i golfes, amb la coberta a tres vessants de teula. Per la banda de migdia se li adossaren tres cossos més, dues torres quadrades de quatre plantes als laterals i un cos de planta rectangular i tres pisos al mig, amb un espai destinat a pati interior. Des del primer pis d'aquesta crugia central es construí un pont elevat, actualment convertit en terrassa, que dona accés als jardins, situats al sud de l'edifici principal, creuant el carrer Santa Coloma.
La façana principal, orientada al nord, presenta un gran portal central d'arc carpanell bastit amb dovelles de pedra, i als costats, dues finestres obertes a l'interior de dos emmarcaments d'arc rebaixat. Al primer pis hi ha tres grans finestrals rectangulars bastits amb carreus de pedra, amb sortida a tres balcons exempts que presenten llosana motllurada i barana de ferro. A l'altell hi ha tres finestres ovalades i, per damunt seu, una cornisa motllurada amb decoració dentada. La façana es completa amb la decoració de les cantonades i les motllures que marquen la divisòria dels pisos.
La façana de ponent manté la mateixa simetria que la principal, amb els emmarcaments d'arc rebaixat a la planta baixa, finestres rectangulars al pis i les tres obertures ovalades a l'altell. L'únic portal d'accés a l'interior està ubicat a la torre sud-oest. La façana de migdia presenta, al primer pis, un gran portal central d'arc de mig punt, que dona accés a la terrassa i a les escales que condueixen als jardins. Al segon pis hi ha una filada de finestres d'arc de mig punt i, per damunt, un ràfec dentat. Les obertures de les dues torres són majoritàriament rectangulars. Tota la construcció es troba arrebossada i pintada de color groc, deixant al descobert les pedres que emmarquen les obertures i els motius decoratius en blanc.

## Història
Sota el pont de la façana posterior hi ha un accés als jardins, on s'aprecia una porta obrada amb forja, amb la data 1884. Aquesta data, tot i que no ens pot datar l'immoble en si, es pot suposar que fa referència a la construcció del jardí.